# Ardices fuscinula
Ardices fuscinula är en fjärilsart som beskrevs av Doubleday 1845. Ardices fuscinula ingår i släktet Ardices och familjen björnspinnare. Inga underarter finns listade i Catalogue of Life.